# Bundesautobahn 281
La Bundesautobahn 281 (BAB 281, A281 ou Autobahn 281) est une autoroute urbaine allemande passant dans Brême. Elle est actuellement divisée en deux parties distinctes; la première de 2 kilomètres au nord-ouest de Brême, reliée à l’A27 (Cuxhaven-Walsrode), puis la deuxième de 8 kilomètres au sud-ouest de Brême, pour un total de 10 kilomètres. Dans sa globalité, l’A281 permet de desservir l’ouest de Brême. À terme, les deux parties devraient être reliées par un nouveau tronçon à l’ouest qui traversera la Weser, et un autre tronçon au sud devrait la connecter à l’A1 (Heiligenhafen-Sarrebruck), créant ainsi un circuit clos.

## Histoire
Les deux tronçons existants de l’A281 ont été construits en 1995.
Il existe deux projets:
- Connecter les tronçons existants par un nouveau traversant la Weser
- Connecter l’A281 à l’A1 au sud